# Amina Sboui
Amina Sboui (arabe : أمينة السبوعي), plus connue à ses débuts de militante sous le pseudonyme d'Amina Tyler, née le 7 décembre 1994, est une militante féministe tunisienne. Ancienne membre du mouvement Femen, elle se déclare anarchiste en 2013.

## Biographie

### En Tunisie
Le 1er mars 2013, durant le mouvement de protestation qui suit l'assassinat de Chokri Belaïd et la démission du gouvernement tunisien, elle diffuse sur les réseaux sociaux une photographie d'elle-même, seins nus « Mon corps m'appartient et n'est source d'honneur pour personne ». Cette action suscite une forte controverse en Tunisie et dans le monde. Menacée de mort par des salafistes, elle est enlevée puis séquestrée plus de trois semaines par sa famille à Kairouan selon les révélations du magazine Marianne du 27 mars ; elle parvient à s'enfuir, le 12 avril.
Le 1er mai, Amina Sboui tente de s'introduire au meeting du Congrès pour la République, pour dénoncer la ministre Sihem Badi et le « traitement qui est infligé au peuple tunisien par ses nouveaux maîtres », avant que les policiers ne l'interceptent.
Le 19, elle est arrêtée pour avoir tagué le muret d'un cimetière à Kairouan, où devait se tenir le congrès du groupe Ansar al-Charia et où elle comptait mener une action « coup d'éclat ». Conduite à la prison de Messaadine, elle est inculpée pour détention d'un aérosol d'autodéfense et profanation d'un cimetière, encourant un total de deux ans et demi de prison.
Dans le même temps, le mouvement Femen lance une campagne de financement participatif pour collecter 4 000 euros afin de lui permettre d'étudier en Europe.
Le 29, trois militantes Femen, deux Françaises et une Allemande, sont interpellées à Tunis après une action de soutien à Amina. Plusieurs journalistes sont agressés et trois sont interpellés pour avoir filmé l'événement intitulé Femen in Tunisia. Parmi les journalistes interpellés, trois travaillent pour l'agence Reuters, deux pour la chaîne française Canal+ et le dernier est un photographe indépendant. Inna Chevtchenko, dirigeante de Femen à Paris, explique qu'il s'agit de leur première action dans le monde arabe.
Début juillet, à l'occasion d'une visite de François Hollande en Tunisie, des ONG, dont Human Rights Watch et la Fédération internationale pour les droits humains, l'interpellent concernant les condamnations du rappeur Alaa Eddine Yaakoubi, connu sous le nom de Weld El 15, et d'Amina.
Dans l'attente de son procès, pour profanation de sépulture, la chambre d'accusation de Sousse ordonne sa libération le 1er août. Après avoir posé en sortant de prison avec un cocktail Molotov à la main, elle annonce le 20 août dans Al Huffington Post quitter le mouvement Femen qu'elle juge « islamophobe » et s'interroge sur les sources de financement du mouvement, une décision saluée en Tunisie. En réaction, Inna Shevchenko déclare : « Amina n'a pas trahi les Femen, elle a trahi les milliers de femmes qui se sont mobilisées pour elle durant sa campagne de soutien et grâce à qui elle est libre aujourd'hui ».

### Séjour en France
Elle obtient un visa d'étudiante et des bourses grâce à l'Association tunisienne des femmes démocrates et Amnesty International. Le 28 août 2013, elle arrive en France pour passer son baccalauréat dans un lycée parisien, alors qu'elle était en terminale en Tunisie un an plus tôt. Nadia El Fani compte réaliser un documentaire sur elle. En février 2014, elle sort un livre retraçant son parcours et intitulé Mon corps m'appartient.
À l'occasion de la Journée internationale des femmes, le 8 mars 2014, elle manifeste entièrement nue à Paris avec six autres militantes féministes du monde arabe. En compagnie d'une autre membre des Femen, elle brûle le drapeau saoudien, le 12 mai devant l'ambassade d'Arabie saoudite en France, en signe de soutien à Raif Badawi, blogueur saoudien et créateur du site web « Les Libéraux saoudiens ».
Le 7 juillet, elle porte plainte, indiquant avoir été agressée par cinq salafistes place de Clichy, à Paris, qui lui auraient rasé les sourcils et une partie des cheveux et qui auraient menacé de la violer. Le 15, elle est placée en garde à vue puis est renvoyée libre devant le tribunal correctionnel pour « dénonciation de délits imaginaires ». Le 24 septembre, dans une lettre à Libération, elle avoue avoir inventé son agression ; elle est condamnée le 8 octobre à 1 500 euros d'amende avec sursis.
Dans l'intervalle, le 20 août, elle est placée en garde à vue, ainsi que son compagnon, accusée d'avoir agressé une femme voilée, la veille au soir. Relâchée le lendemain, elle est renvoyée devant le tribunal correctionnel pour violences volontaires aggravées. Elle affirme au contraire avoir été reconnue, prise à partie et frappée par le mari de la femme. Le 6 mars 2015, elle est relaxée.

### Retour en Tunisie
En septembre 2016, elle annonce publiquement sa bisexualité : « Je suis bisexuelle, c'est ma liberté, ça me regarde ».
En octobre, une association de Sidi Bou Saïd lance une pétition demandant son expulsion de la localité, affirmant qu'« elle porte atteinte, par son mode de vie, aux mœurs des résidents du quartier » ; une autre pétition la soutenant est lancée.
Elle s'engage dans l'association Shams, dont elle devient vice-présidente, et ouvre un refuge pour des personnes LGBT. Au-delà de l'ombre, long métrage de Nada Mezni Hafaiedh dont elle est l'actrice principale, est récompensé aux Journées cinématographiques de Carthage 2017.

## Publication
- Mon corps m'appartient, Paris, Plon, 2014, 175 p. (ISBN 978-2259223157), avec Caroline Glorion.